# Ян ван де Велде молодший
Ян ван де Велде (нід. Jan van de Velde, 1620, Гарлем — 1662) — нідерландський художник, гравер та малювальник.

## Життєпис
Походив з родини митців. Син художника й гравера Яна ван де Велде. Народився в Гарлемі у 1620 році. Навчання з малювання проходив у майстерні батька. У 1636 році разом із родиною перебрався до Енкхейзену.
У 1639 року спільно працював з Ролофом Котсом. У 1643 році одружився в Амстердамі з Діверт'є Віллемс. В подальшому знову повертається до Енкхейзена. Тут він працював до самої смерті у 1662 році.

## Творчість
На живопис Яна ван де Велде вплинула творчість Віллема Клас Геда і Пітера Класа. Спеціалізувався на створенні численних натюрмортів. У більшості присутні скляні чаши або глиняні глечики («Натюрморт з келихом та лимоном», «Натюрморт з глечиком, картою та трубками»).